# Димартино, Майкл Данте
Майкл Да́нте Дима́ртино (англ. Michael Dante DiMartino) — американский режиссёр анимации, исполнительный продюсер, сценарист, наиболее известен как один из создателей мультсериалов «Аватар: Легенда об Аанге» (англ. Avatar: The Last Airbender) и «Легенда о Корре» (англ. The Legend of Korra), показанных на канале «Nickelodeon».

## Биография

### Учеба
Майкл учился в Род-Айлендской Школе Дизайна вместе с Брайаном Кониецко, с которым создал мультсериалы «Аватар: Легенда об Аанге» и «Легенда о Корре».

### Карьера
Перед созданием мультсериала Аватар: Легенда об Аанге, Майк работал в течение двенадцати лет в Film Roman, режиссируя мультсериалы, такие как: Царь горы (англ. King of the Hill), Гриффины (англ. Family Guy), и Миссия Хилла (англ. Mission Hill), в дополнение к его собственному восьмиминутному короткометражному мультфильму «Atomic Love», которой был показан на нескольких кинофестивалях высокого статуса. Последний эпизод мультсериала «Аватар: Последний Маг Воздуха», Майкл Данте Димартино посвятил своему отцу.
В 2012 году, Майкл Данте Димартино и Брайан Кониецко, создатели мультсериалов Аватар: Легенда об Аанге, выпустили новый мультсериал, который называется Аватар: Легенда о Корре